# 김훈 (농구 선수)
김훈(1996년 7월 24일 ~)은 한국프로농구 부산 KCC 이지스 소속 농구 선수이다. 2019년 KBL 드래프트에서 2라운드 5순위로 지명되었다.

## 아마추어 시절
홍익대학교 사범대학 부속고등학교를 졸업하고 연세대학교에 입학하였다. 하지만 2학년을 마친 뒤 개인사정으로 농구부를 탈퇴하였으며, 탈퇴한 후에는 방황하다가 3대3농구 대표로 활약하였다. 이후 일반인 신분으로 신인드래프트에 참가하였다.

## 원주 DB 프로미시절
2019년 신인드래프트에서 일반인 참가자 신분으로 참가하여 2라운드 5순위로 원주 DB 프로미에 지명되었다. 지명 후에는 팀의 식스맨으로 활약하고 있다. 팀의 주축이자 기둥인 윤호영이 부상으로 이탈하자 그 공백을 잘 메워주고 있다.

## 학력
- 동산초등학교
- 대경중학교
- 홍익대학교 사범대학 부속고등학교
- 연세대학교 (재학)

## 경력
- 2019년 ~ 현재 : 원주 DB 프로미 (2019년 2라운드 5순위)